# TI-74

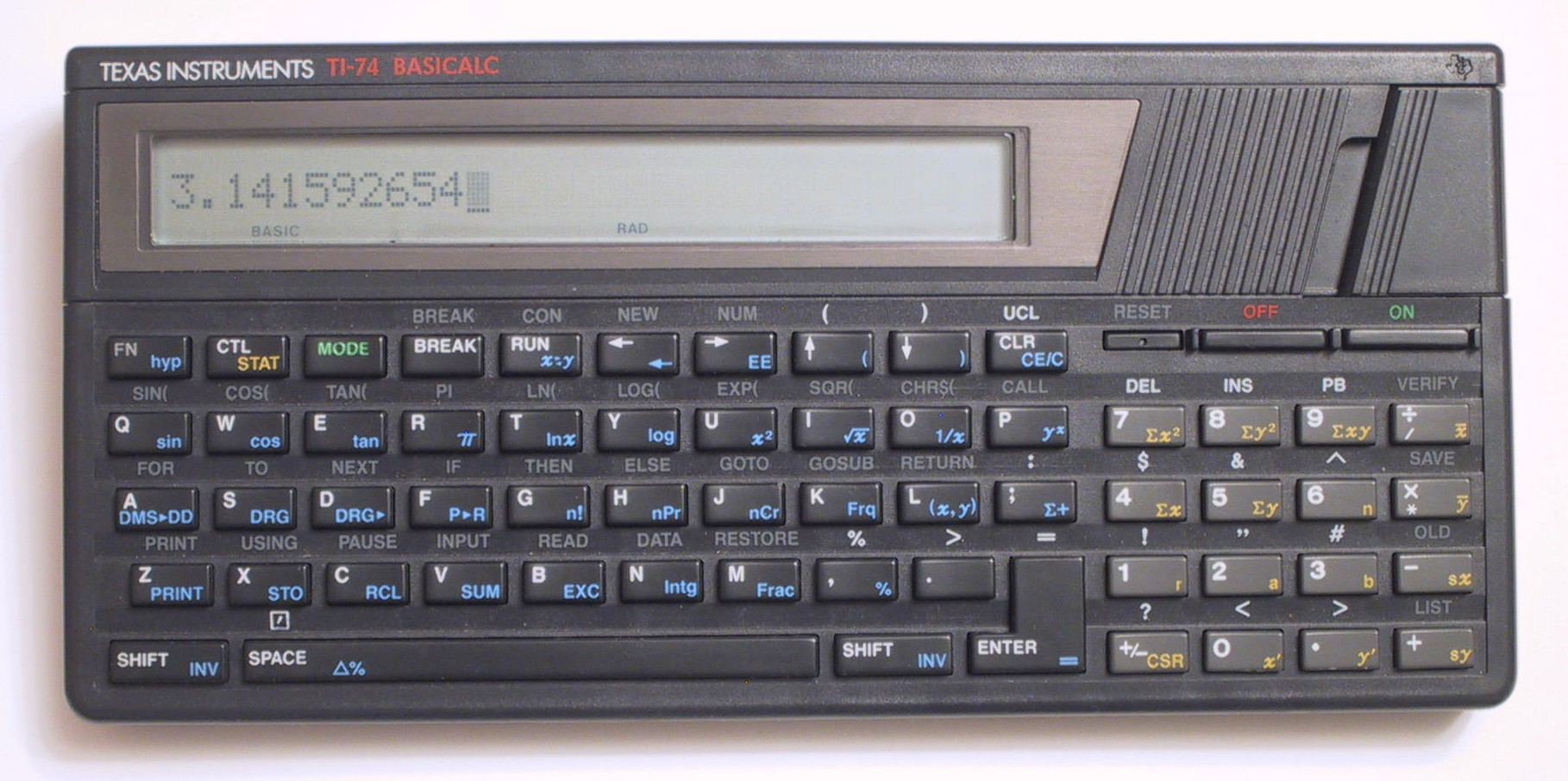
TI-74

TI-74 BASICALC は、テキサス・インスツルメンツ(TI)がポータブルコンピュータ CC-40 を置き換えるために1985年に発売したプログラム電卓又はポケットコンピュータである。

## 特徴
BASIC言語を搭載しており、プログラム電卓というよりポケットコンピュータと呼ぶべき機種である。
搭載BASICは、
- サブプログラムの呼び出し時に引数について参照渡しと値渡しが選択できる。[1]
- サブプログラム内で使用される変数は（参照渡しの仮引数を除いて）ローカル変数として扱われる。

など、当時としては高い水準の言語仕様となっている。
キーボード上に表記はないが、CHR$関数を使用することでカタカナを表示させることができる。
電卓としては、TI社がAOS(ALGEBRAIC OPERATING SYSTEM)と呼ぶ標準入力方式を搭載している。

## 技術仕様
- CPU: TMS70C46[4]  （TMS7000ファミリーの別のチップである C70009 が使用されている場合があることが報告されている。[5] ）
- ROM: 32 KB + 4 KB
- RAM: 8 KB （8KB RAMカートリッジを実装し、CALL ADDMEM を実行することによって、16 KB まで増加可能[2]）
- 入力機器: フルキーボード及びテンキー
- 表示装置: 31桁5×7ドットマトリックス液晶ディスプレイ
- 拡張ポート: RAMカートリッジ又はROMカートリッジ用 1ポート、Hexbus 1ポート
- 電源: 単4形アルカリ乾電池×4